# Święty Andrzej Żurawek (obraz Rafała Hadziewicza)
Święty Andrzej Żurawek, znany także Pustelnik, Błogosławiony Jan Żurawka, Jan Żurawek bł. modlący się pustelnik w półfigurze – obraz olejny polskiego malarza Rafała Hadziewicza namalowany między 1834 a 1839 rokiem. W tym właśnie okresie artysta powrócił do kraju i osiedlił się w Krakowie i z tegoż okresu pochodzą liczne portrety oraz monumetalne obrazy religijne przeznaczone do Bazyliki Mariackiej i Katedry na Wawelu. Obraz znajduje się w zbiorach Muzeum Narodowego w Krakowie (nr inw.: MNK II-a-134). Obraz przedstawia modlącego się Andrzeja Świerada zwanego również Żurawek, Żórawek, Sierad, Świrad, Wszechrad. Jest to XI-wieczny pustelnik i święty Kościoła katolickiego, nauczyciel św. Benedykta męczennika.

## Udział w wystawach
- Rafała Hadziewicza twórcze życie. Wystawa monograficzna, 2016-06-23 - 2016-12-31; Muzeum Narodowe w Kielcach
- Znane i nieznane. Sztuka polska XIX wieku ze zbiorów Muzeum Narodowego w Krakowie, 2019-09-30 - 2020-04-30; Muzeum Niepołomickie w Niepołomicach
- Znane i nieznane. Sztuka polska XIX wieku ze zbiorów Muzeum Narodowego w Krakowie, 2020-01-03 - 2021-12-31; Muzeum Niepołomickie - Zamek Królewski, Muzeum Narodowe w Krakowie

## Proweniencja historyczna
Obraz podarowany do zbiorów MNK w 1887 zgodnie z testamentem Rafała Hadziewicza.